# 长山核桃

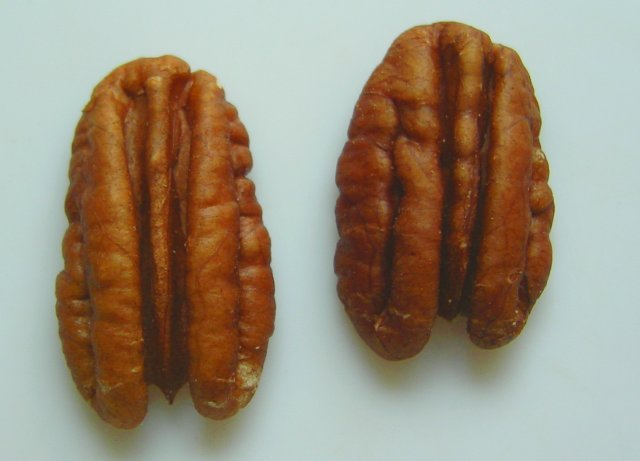
碧根果果仁

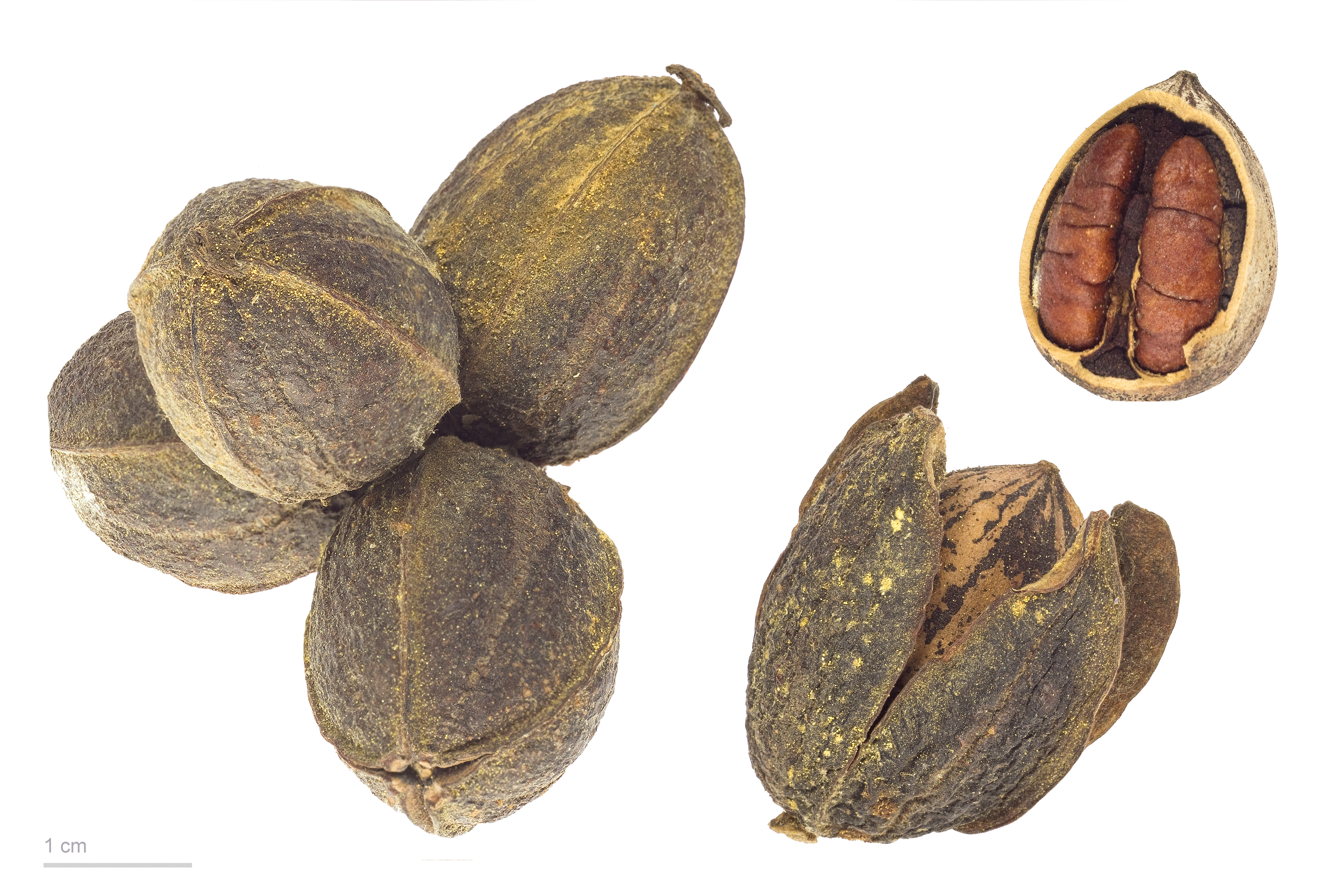
Carya illinoinensis

长山核桃（学名：Carya illinoinensis）是胡桃科山核桃属的一种植物。又称碧根果、美国山核桃、薄壳山核桃、胡桃。种子可食用。

## 形态
落叶乔木，一般株高20～25米，最高可达55米，树皮浅裂，芽有柔毛，幼枝有柔毛。羽状复叶，小叶11～17个，有短柄，幼时有腺毛或茸毛，后为无毛。葇荑花序3个生于一总柄上，雌花生于新梢顶端，每3～12朵聚生为一束。长椭圆形果实，外果皮薄，有纵横4条，核长圆形或卵形。花期4—5月，果期7一11月。

## 分布
原产于北美大陆中南部，曾经是印第安人的主要食物来源之一。英文名“Pecan”一名源于北美土著语言阿尔冈昆语“Pakan”的音译。中国长江下游有栽培。

## 食用价值
市面上销售的产品大部分经过二次加工，经干制后有利于保存运输，山核桃含有丰富的蛋白质、胺基酸、维生素，有很高的营养价值，但由于果仁本身油脂含量丰富，建议每日摄取量不超过5颗。